# Liga Panameña de Fútbol Apertura 2013
El torneo Apertura 2013 Copa Digicel fue la XXXIX edición del torneo de la Liga Panameña de Fútbol.
El equipo campeón participará en la siguiente edición de la Copa de Campeones de la Concacaf.
El primer torneo en la era LPF que no cuenta con equipos del interior ni del occidente del país.

## Equipos
| Equipo                 | Ciudad        | Estadio                                      | Capacidad |
| ---------------------- | ------------- | -------------------------------------------- | --------- |
| Alianza FC             | Panamá        | Luis Ernesto "Cascarita" Tapia               | 900       |
| C.A.I.                 | La Chorrera   | Estadio Agustín Muquita Sánchez              | 8.000     |
| CD Árabe Unido         | Colón         | Luis Ernesto "Cascarita" Tapia Temporalmente | 900       |
| CD Plaza Amador        | Panamá        | Luis Ernesto "Cascarita" Tapia               | 900       |
| Chepo FC               | Chepo         | Luis Ernesto "Cascarita" Tapia               | 900       |
| Chorrillo FC           | Panamá        | Estadio Javier Cruz                          | 2.500     |
| Rio Abajo FC           | Panamá        | Luis Ernesto "Cascarita" Tapia               | 900       |
| San Francisco FC       | La Chorrera   | Estadio Agustín Muquita Sánchez              | 8.000     |
| Sporting San Miguelito | San Miguelito | Luis Ernesto "Cascarita" Tapia               | 900       |
| Tauro FC               | Panamá        | Estadio Rommel Fernández                     | 32.000    |

## Posiciones
- Fecha de actualización: 18 de noviembre[1]

|  |     | Clubes           | Pts | PJ | G  | E | P  | GF | GC | Dif |  |
|  | --- | ---------------- | --- | -- | -- | - | -- | -- | -- | --- |  |
|  | 1º  | Tauro FC         | 38  | 18 | 12 | 2 | 4  | 24 | 12 | +12 |  |
|  | 2º  | Plaza Amador     | 33  | 18 | 10 | 3 | 5  | 20 | 14 | +6  |  |
|  | 3º  | San Francisco    | 31  | 18 | 9  | 4 | 5  | 20 | 12 | +8  |  |
|  | 4º  | CA Independiente | 28  | 18 | 8  | 4 | 6  | 24 | 19 | +5  |  |
|  | 5º  | Chepo FC         | 28  | 18 | 8  | 4 | 6  | 19 | 17 | +2  |  |
|  | 6º  | Chorrillo FC     | 25  | 18 | 6  | 7 | 5  | 17 | 19 | -2  |  |
|  | 7º  | Árabe Unido      | 23  | 18 | 6  | 5 | 7  | 17 | 16 | +1  |  |
|  | 8º  | Sporting         | 20  | 18 | 6  | 2 | 10 | 22 | 26 | -4  |  |
|  | 9º  | Alianza FC       | 16  | 18 | 4  | 4 | 10 | 11 | 20 | -9  |  |
|  | 10º | Río Abajo FC     | 9   | 18 | 2  | 3 | 13 | 9  | 28 | -19 |  |

## Segunda ronda
|  | Semifinales                          | Semifinales                          | Semifinales                          |   |          | Final  | Final  |  |
|  | (IDA) Nov.15-16 - (VUELTA) Nov.22-23 | (IDA) Nov.15-16 - (VUELTA) Nov.22-23 | (IDA) Nov.15-16 - (VUELTA) Nov.22-23 |   |          | Nov.29 | Nov.29 |  |
|  |                                      |                                      |                                      |   |          |        |        |  |
|  |                                      |                                      |                                      |   |          |        |        |  |
|  | Tauro FC                             | 1                                    | 3                                    |   |          |        |        |  |
|  | Tauro FC                             | 1                                    | 3                                    |   |          |        |        |  |
|  | CA Independiente                     | 0                                    | 2                                    |   |          |        |        |  |
|  | CA Independiente                     | 0                                    | 2                                    |   | Tauro FC | 1      |        |  |
|  |                                      |                                      |                                      |   | Tauro FC | 1      |        |  |
|  |                                      |                                      | San Francisco FC                     | 0 |          |        |        |  |
|  | CD Plaza Amador                      | 1                                    | San Francisco FC                     | 0 | 1        |        |        |  |
|  | CD Plaza Amador                      | 1                                    |                                      |   | 1        |        |        |  |
|  | San Francisco FC                     | 1                                    | 3                                    |   |          |        |        |  |
|  | San Francisco FC                     | 1                                    | 3                                    |   |          |        |        |  |
|  |                                      |                                      |                                      |   |          |        |        |  |

## Final y campeón
| 30 de noviembre de 2013, 17:30 (UTC-5) | Tauro Fútbol Club            | 1:0 (1:0) | San Francisco FC | Estadio Rommel Fernández, Panamá |             |
|                                        | Israel “Tiliquín” Sanjur 28' |           |                  | Árbitro(s):                      | Árbitro(s): |

| Panamá              |
| Tauro FC 12º título |